# Раше, Иоганн-Кристоф

«Lexicon universae rei numariae veterum et praocipue Graecorum ac Romanorum»'. 1805 г.

Иоганн Кристоф Раше (нем. Johann-Christoph Rasche; 21 октября 1733 — 21 апреля 1805) — немецкий нумизмат и писатель. Священник.

## Биография
В 1746 году приехал в Мейнинген, где учился в местном лицее. С 1751 — студент университета Йены, где вначале стал изучать медицину. Однако вскоре увлёкся теологией и в течение пяти лет занимался богословием. После окончания университета был викарием в Оффенбах-на-Майне. Позже, в качестве пастора проповедовал во Франкфурте, в 1759 году герцог Мейнингенский Антон Ульрих вызвал его к себе и назначил директором Мейнингенского лицея, где Раше учился 8 лет назад. Через 4 года стал пастором в Унтермасфельде, затем в Мейнингене.

## Научная и творческая деятельность
Дебютировал как поэт в 1753—1754 годах. Как прозаик, создал разные по тематике произведения, от обучения приёмам рисования до хвалебных од и прочего.
Автор нескольких сочинений по древней нумизматике, особенно известный своим «Lexicon universae rei numariae veterum et praocipue Graecorum ac Romanorum» (Лейпциг, 1785—1805), поныне не утратившим своего значения благодаря тому, что описание древних монет расположено здесь в алфавитном порядке.